# Вовчок гіллястий
Вовчо́к гілля́стий (Orobanche ramosa L.) — паразитна рослина родини вовчкових.
Уражає кореневу систему конопель і інших культур. На уражених коренях з'являються зірчасті здуття, з яких розвиваються розгалужені м'ясисті червоно-бурі стебла вовчка висотою 10—20 см.

## Морфологічна характеристика
Квітки синьо-блакитні, зібрані в колоскоподібні суцвіття. Плід — коробочка. В одній рослині заразихи може утворитися до 15 тисяч дуже дрібних насінин (маса 1000 насінин — 0,001 г). Поширюються вони вітром і зберігаються в ґрунті кілька років. Вовчок гіллястий віднімає у рослин, що уражаються, велику кількість поживних речовин і води, внаслідок чого стебла конопель недорозвиваються і мають пригнічений вигляд. Урожай волокна і його якість знижуються.